# Błąd kroków
Ten artykuł opisuje zagadnienie koszykarskie zgodne z normami FIBA.
Zasady w ligach NBA, NCAA lub innych mogą różnić się od tutaj przedstawionych.

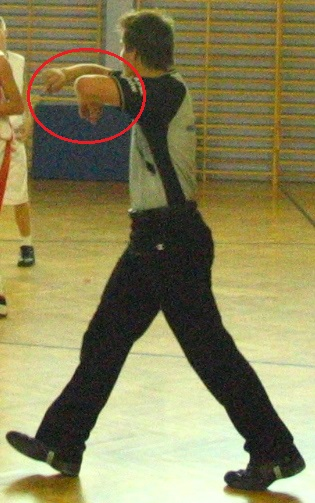
Sędzia sygnalizujący błąd kroków

Błąd kroków (lub kroki) – błąd w koszykówce, polegający na nielegalnym przemieszczaniu stóp, podczas posiadania żywej piłki. Dozwolone jest wykonanie tzw. piwotu (nazywanego także obrotem).
Jeżeli zawodnik przewraca się trzymając piłkę i ślizga po boisku lub leżąc na parkiecie wchodzi w posiadanie piłki, to jest to zagranie legalne i nie jest uznawane za błąd kroków. Jednak, jeżeli ten zawodnik turla się lub próbuje wstać, trzymając piłkę, popełnia błąd kroków. Aby leżący zawodnik mógł legalnie wstać, nie może trzymać piłki, lecz wstając musi ją kozłować.
Ślizganie się po podłożu z piłką w rękach dozwolone jest od 1 października 2008 roku. Przed 2008 rokiem stanowiło błąd kroków.
Ponieważ kozłowanie rozpoczyna się w momencie odbicia się piłki od podłoża, błędem kroków także jest rozpoczęcie przemieszczania się zawodnika, przed dotknięciem piłki o parkiet (tzw. zbyt wczesne oderwanie nogi obrotu przy rozpoczęciu kozłowania).
Jeżeli zawodnik jest faulowany w akcji rzutowej, po czym zdobywa punkty popełniając jednocześnie błąd kroków, kosz nie zostaje zaliczony i należy przyznać rzuty wolne.
Sędzia sygnalizuje błąd kroków poprzez obroty pięściami. Efektem błędu kroków jest utrata piłki na rzecz przeciwnika, do wprowadzenia z autu, jak najbliżej miejsca popełnienia błędu, oprócz miejsc bezpośrednio za tablicą kosza.
W koszykówce europejskiej, w przeciwieństwie do amerykańskiej (np. NBA), istnieje skłonność do zwracania dużej uwagi na legalność poruszania się zawodników z piłką i związane z tym wszelkie błędy (np. kroki), nawet jeżeli ogranicza to widowiskowość meczu. Według PLK błąd powinno się traktować jednak jako czynność przynoszącą niezasłużoną korzyść danemu zawodnikowi, zatem jeżeli jej nie przynosi, nie powinien być traktowany jako błąd. Z tego powodu sędziowie powinni okazać tolerancję wobec niewielkich błędów kroków, gdy w pobliżu nie ma obrońcy lub zawodnik znajduje się na polu obrony i nie jest kryty agresywnie przez przeciwnika albo przy widowiskowej akcji do kosza, przy której błąd kroków nie spowodował przewagi nad obrońcą lub go nie oszukał. Dotyczy to małych, niemal niewidocznych błędów. Natomiast nie może być akceptowana pewna (ostatnimi czasy popularna) forma wykonywania dwutaktu, w której następuje złapanie piłki w ręce, zanim oderwie się nogę od podłoża, co powoduje wykonanie "trójtaktu", a zatem jest błędem kroków. Sędziowie mają obowiązek skrupulatnego odgwizdywania tego błędu.